# 球技場
球技場（）とは、一般にサッカー、ラグビー、アメリカンフットボール、フィールドホッケーなどの屋外球技に使用されることを目的に使われる競技施設のことである。

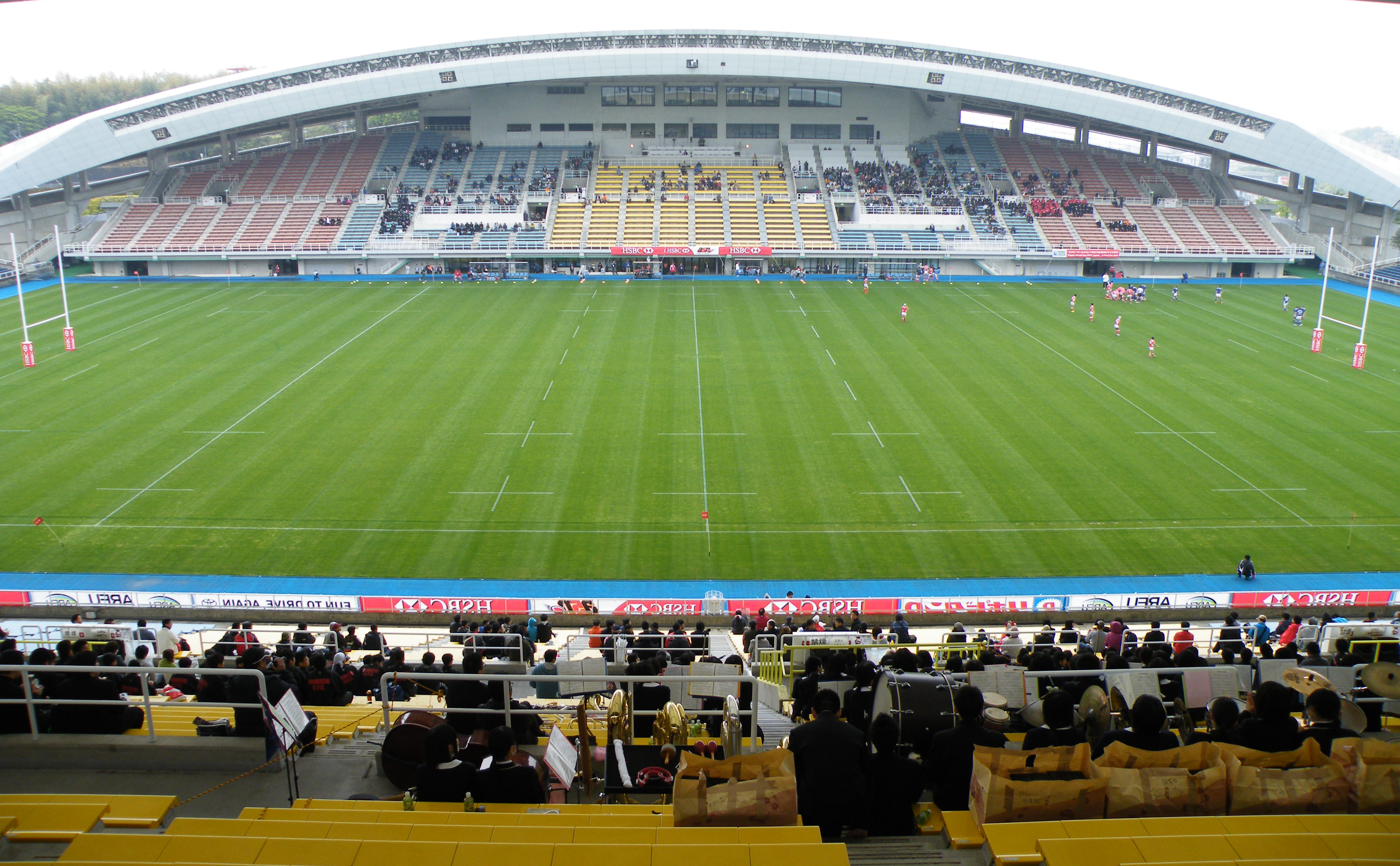
東平尾公園博多の森球技場

球技でも、野球に使用される施設、いわゆる野球場は含めないことが多い。また陸上競技場も（大概の施設は上記の球技を行う事は可能であるが）球技場には含まれない場合が多い。